# Nicolò Pollari
Nicolò Pollari (Caltanissetta, 3 maggio 1943) è un generale e funzionario italiano della Guardia di Finanza, ex direttore del SISMI, e Consigliere di Stato (2006-2016).

## Biografia
Ha conseguito le lauree in giurisprudenza, economia e commercio e scienze politiche.
Ha inoltre conseguito la specializzazione in Giustizia amministrativa presso l'Università di Bologna e le lauree specialistiche in Scienze della Sicurezza Economico Finanziaria e in Scienze Internazionali e Diplomatiche.

### Carriera militare
Nominato sottotenente della GdF nel 1964. Con il grado di colonnello è Comandante del Nucleo Centrale di Polizia Tributaria di Roma della Guardia di Finanza, quando venne nominato generale di brigata, dall'aprile 1993 all'agosto 1997 è stato Capo di Stato maggiore del
Comando Generale della Guardia di Finanza. Promosso generale di divisione, diviene vice segretario generale del CESIS.
Il 15 ottobre 2001 è chiamato a dirigere il SISMI, l'intelligence militare, dall'allora presidente del Consiglio Silvio Berlusconi ed investito di ampi poteri, trovandosi ad operare nel periodo immediatamente successivo ai fatti dell'11 settembre 2001. Nel 2002 chiamò Nicola Calipari come capo divisione del Sismi.
Ha conservato la carica sino al 20 novembre 2006, quando è stato sostituito da Bruno Branciforte. È andato in quiescenza con il grado di generale di corpo d'armata.

### Carriera accademica
Il 25 gennaio 2007 Pollari è stato nominato dal governo Consigliere di Stato  (incarico ricoperto a partire dal 9 febbraio), con il "conferimento di un importante incarico speciale alle dirette dipendenze del presidente del Consiglio" Prodi a Palazzo Chigi. È stato membro della IIa sezione consultiva del Consiglio di Stato, fino alla quiescenza nella primavera del 2016.
È quindi docente di Diritto Tributario presso la Facoltà di Giurisprudenza dell'Università Mediterranea di Reggio Calabria, presso la Libera Università Mediterranea Jean Monnet di Bari - Casamassima e all'Accademia della Guardia di Finanza.

## Vicende processuali

### Il rapimento di Abu Omar
Dal gennaio 2007 Pollari è stato sotto processo a Milano (insieme ad altre 34 persone) per il rapimento dell'imam egiziano Abu Omar (extraordinary rendition), operazione organizzata dalla CIA ed eseguita a Milano il 17 febbraio 2003. È stato il primo caso di processo aperto sulle extraordinary rendition. Nel corso delle indagini la Digos di Milano intercettò i telefoni degli agenti del Sismi nel tentativo di comprendere il ruolo avuto dall'intelligence italiana nel sequestro dell'imam egiziano.
Il 16 febbraio Pollari, Marco Mancini (allora capo del controspionaggio) e 26 agenti della CIA (tra cui Robert Seldon Lady, l'ex capocentro della CIA a Milano, e Jeff Castelli, responsabile del servizio segreto americano in Italia, oltre a ad una decina di funzionari del SISMI) sono stati rinviati a giudizio per concorso in sequestro di persona riguardo al rapimento di Abu Omar.
Nel frattempo, la Corte costituzionale è stata chiamata in causa dal Governo Prodi per conflitto di attribuzione tra poteri dello Stato, perché l'attività dei pubblici ministeri e lo stesso rinvio a giudizio violarono la legge sul segreto di stato, avendo attinto materiale classificato comprendente anche i nominativi di vari dipendenti del SISMI.
Il processo ha avuto inizio l'8 giugno 2007 a Milano.

#### Processo di primo grado
Iniziato praticamente con l'udienza del 22 ottobre 2008, presso la IV sezione penale del Tribunale di Milano, giudice Oscar Magi, si giunge alla requisitoria il 30 settembre 2009, al termine della quale il pubblico ministero Armando Spataro chiede 13 anni per l'ex direttore del Sismi Nicolò Pollari. Pene varianti dai 13 ai 10 anni per gli altri imputati (tra cui l'ex capo del controspionaggio militare italiano, Marco Mancini e 26 agenti della Cia coinvolti nel rapimento) e tre richieste di proscioglimento per tre funzionari minori del Sismi.
Il 4 novembre 2009 si giunge alla sentenza di primo grado, che delibera il non luogo a procedere per Mancini e Pollari, mentre condanna a 8 anni Robert Seldon Lady, a 3 anni Pio Pompa e Luciano Seno, entrambi funzionari del Sismi e mediamente a 5 anni gli altri agenti CIA.

#### Processo d'appello
Il 28 ottobre 2010 il sostituto procuratore generale di Milano Piero De Petris ha chiesto, per Pollari, la condanna a 12 anni di reclusione. Il 15 dicembre 2010 La Corte d'appello di Milano dichiara il non luogo a procedere per Pollari e Mancini, ex vertici del Sismi, per via del Segreto di Stato,condannando invece gli agenti americani della Cia per pene dai sette ai nove anni e Pio Pompa e Luciano Seno pena di 2 anni e otto mesi. Il 19 settembre 2012 la Suprema Corte Italiana annulla con rinvio la sentenza di non luogo a procedere pronunciata dai giudici d'appello nei confronti di Nicolò Pollari e Marco Mancini disponendo quindi un nuovo giudizio di secondo grado per gli ex vertici del Sismi al fine di rivalutare le prove non coperte da segreto di stato, condanna invece definitivamente gli agenti americani CIA, Pio Pompa e Luciano Seno tutti per il reato di Sequestro di persona. 
Il 12 febbraio 2013 la Corte d'Appello condanna Pollari a 10 anni e Mancini a 9 anni di reclusione.

#### Sentenza della Corte costituzionale sul segreto di stato
Il 14 gennaio 2014 la Corte costituzionale smentisce la Corte di cassazione e accoglie il ricorso del Governo Italiano sul Segreto di Stato.

#### Corte di cassazione e assoluzione definitiva
Il 24 febbraio 2014 la Corte di Cassazione, recependo la sentenza della Corte costituzionale, annulla senza rinvio la sentenza di condanna della Corte d'appello di Milano emessa il 12 febbraio 2013, quindi assolve definitivamente Nicolò Pollari, Marco Mancini e gli agenti Giuseppe Ciorra, Raffaele di Troia e Luciano di Gregori, poiché l'azione penale non poteva essere proseguita per l'esistenza del segreto di stato.

#### Le polemiche sul processo Abu Omar
Il processo a carico di Pollari e degli altri agenti del SISMI è stato particolarmente criticato a causa delle numerose anomalie emerse durante le udienze tra le quali non può che emergere la collaborazione, con i servizi americani, di un maresciallo dei carabinieri (non in servizio al SISMI).
Indipendentemente da ciò, emerge l'estraneità del SISMI anche dalle interviste rilasciate dall'agente CIA Sabrina De Sousa alla Stampa la quale ha affermato che Pollari si rifiutò espressamente di eseguire operazioni di extraordinary rendition su suolo italiano.

## La vicenda dell'Archivio riservato del Sismi
Dal giugno 2007 Pollari e l'ex funzionario del SISMI Pio Pompa sono stati indagati dalla procura di Roma con l'accusa di peculato e possesso abusivo di informazioni riservate. Nel febbraio 2013 Pollari e Pompa sono stati prosciolti dal gup di Perugia ma la decisione era stata successivamente annullata dalla Cassazione che ha rimandato gli atti nel capoluogo umbro. Nel corso dell'udienza preliminare svolta a Perugia nel settembre 2015 il gup ha riqualificato le accuse di procacciamento di informazioni da fonti aperte in abuso d'ufficio e ha dichiarato la prescrizione del reato. Per quanto riguarda, invece, l'accusa riguardante il versamento di 30.000 euro al giornalista Renato Farina, alias "agente Betulla", gli imputati sono stati prosciolti per l'esistenza del segreto di Stato. Prima di ritirarsi in camera di consiglio il giudice aveva informato le parti del conflitto di attribuzione sollevato dalla Presidenza del Consiglio dei ministri, secondo cui la procura umbra non avrebbe dovuto esercitare l'azione penale in quanto la materia è coperta da segreto.